# An Capall Mór

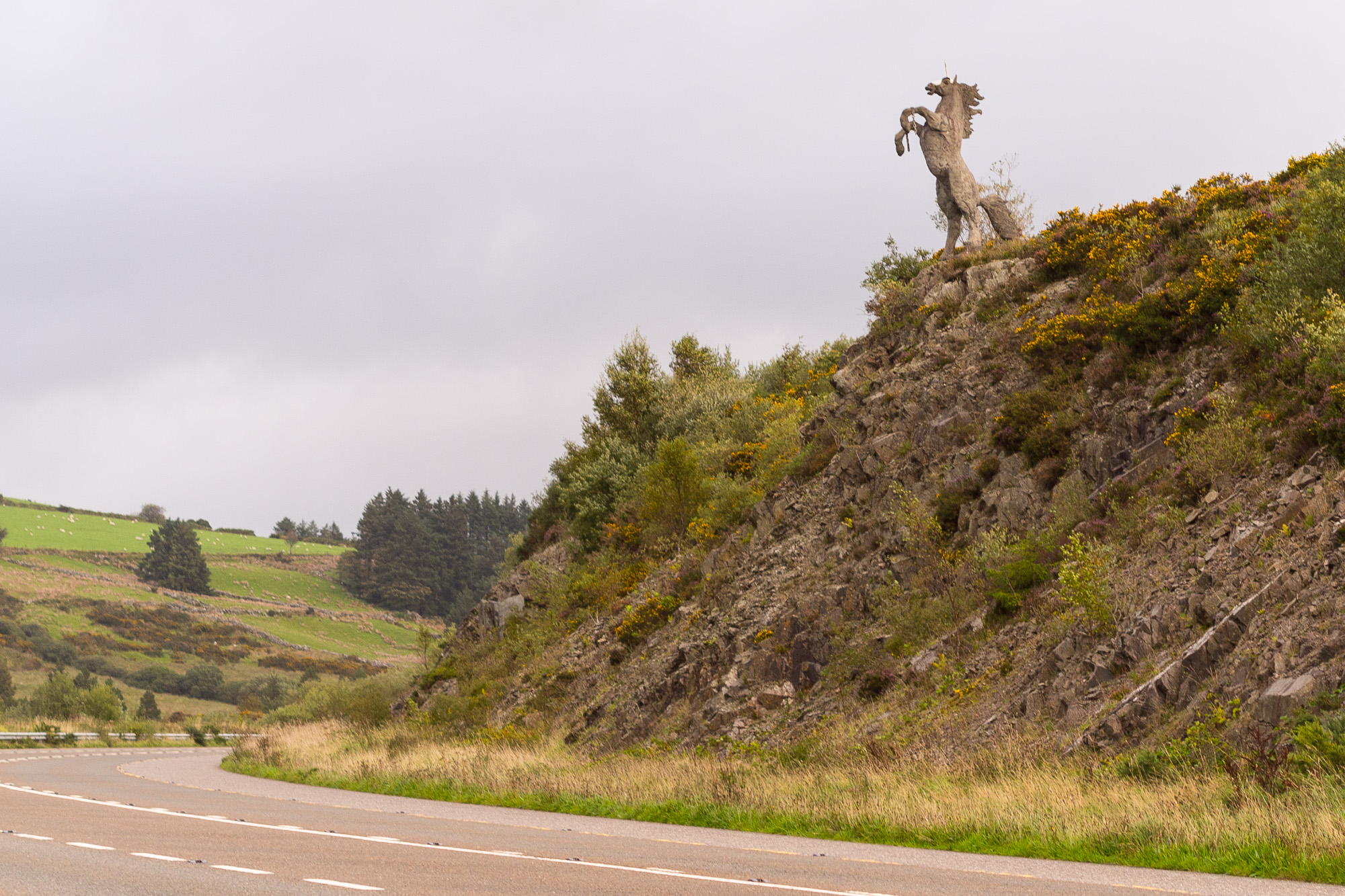
2013

An Capall Mór (irisch für Das große Pferd) heißt die Statue eines irischen Schlachtrosses nahe Clonkeen in County Kerry an der N22 von Killarney nach Cork im Südwesten Irlands. Die Statue besteht aus Stahlzement. Das lebensgroße Pferd trägt einen Helm mit einem Horn, wie keltische Häuptlinge ihre Pferde ausstatteten; die gebrochenen Ketten an den Füssen sind ein Ausdruck der Freiheit.
Die etwa 4,50 m hohe Statue stammt von Tighe O’Donoghue/Ross (1942–2023). Sie ist Teil des Projekts The Sculpture Road to Killarney, das er mit seinem Sohn Eoghan verwirklichte. Hintergrund ist Irlands Kunst-am-Bau-Programm Percent For Art seit 1988.